# كولومبيا دائما
كولومبيا دائما (بالإسبانية: Colombia Siempre) هو حزب وطني محافظ فيكولومبيا. وفي الانتخابات التشريعية التي أجريت في 10 آذار / مارس 2002، فاز الحزب، كواحد من الأحزاب الصغيرة، بالتمثيل البرلماني. فاز كل من خيرمان فارغاس ليراس ونانسي باتريشيا جوتيريز بمقعد في مجلس الشيوخ في ظل هذا الحزب.